# Jerry Lewis

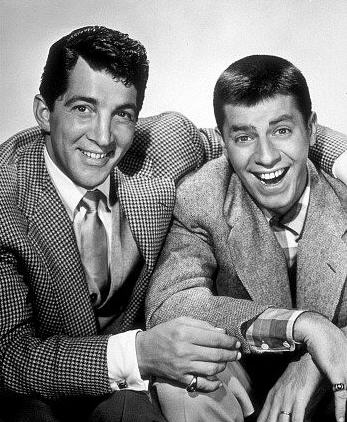
Jerry Lewis (dreapta) și Dean Martin

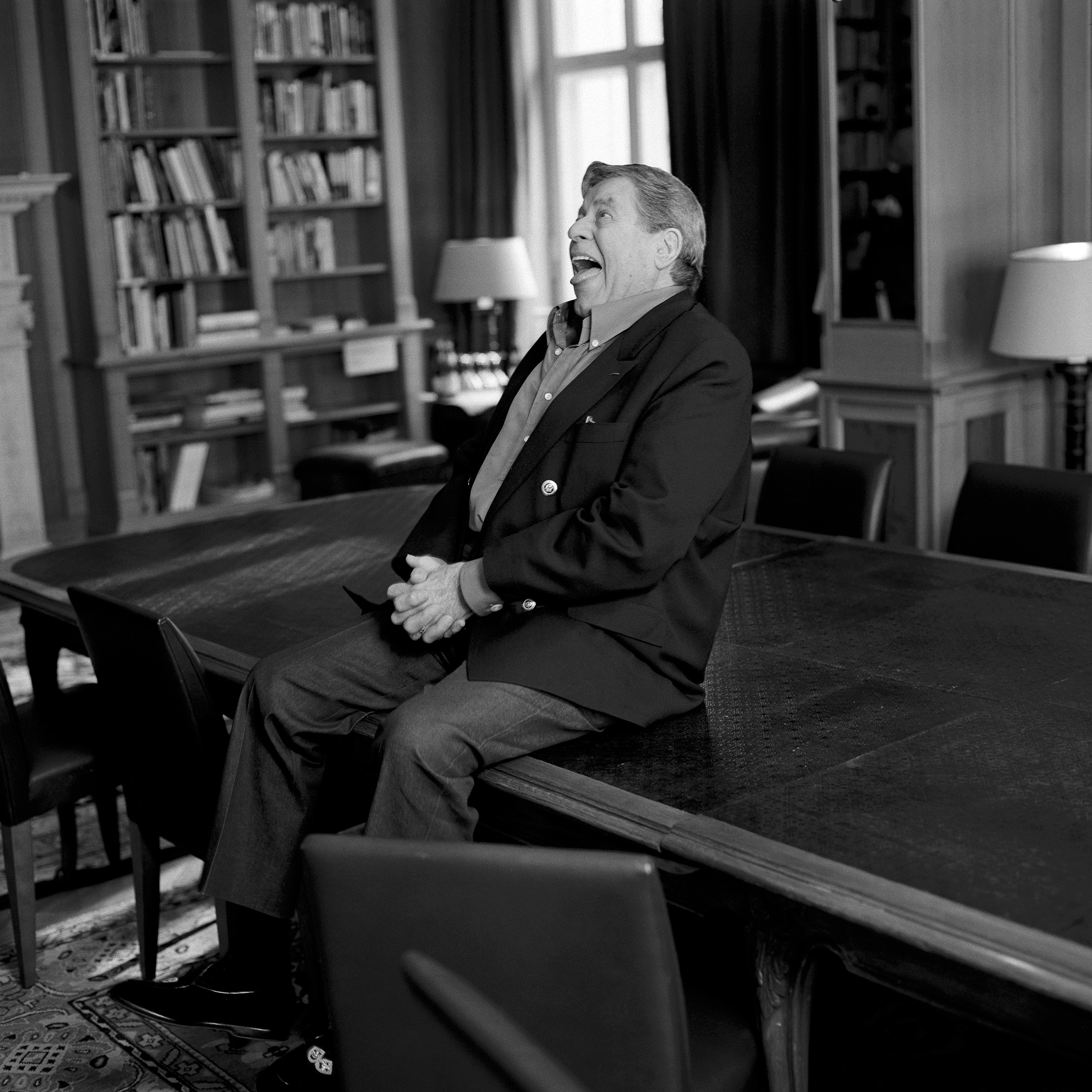
Jerry Lewis fotografiat de Oliver Mark în biblioteca Academiei Americane din Berlin (2006)

Jerry Lewis (nume la naștere Joseph Levitch; n. 16 martie 1926, Newark, New Jersey, SUA – d. 20 august 2017, Las Vegas, Nevada, SUA) a fost un umorist, actor evreu-american de film și TV, precum și regizor, scenarist și producător.
A format grupul Martin și Lewis împreună cu Dean Martin.
Jerry Lewis a apărut în filme și emisiuni de televiziune începând cu 1949 până în 2006.

## Filmografie
a – actor; r – regie; 
- 1949 Prietena mea, Irma (My Friend Irma Goes West), regia George Marshall
- 1951 Așa te vreau, băiete! (That's My Boy), regia Hal Walker
- 1953 Mort de spaimă (Scared Stiff), regia George Marshall
- 1954 Trei arene de circ (3 Ring Circus), regia Joseph Pevney
- 1955 Artiști și modele (Artists and Models), regia Frank Tashlin
- 1956 Hollywood sau ruina (Hollywood or Bust), regia Frank Tashlin
- 1956 Pardonerii (Pardners), regia Norman Taurog
- 1957 Delincventul delicat (The Delicate Delinquent), regia Don McGuire
- 1958 Băiatul gheișă (The Geisha Boy), regia Frank Tashlin
- 1958 Rock-A-Bye Baby, regia Frank Tashlin
- 1959 A dispărut o navă (Don't Give Up the Ship), regia Norman Taurog, rol: John Paul Steckler I, IV, și VII
- 1960 Cenușăroiul (Cinderfella), regia Frank Tashlin
- 1961 Un bărbat fatal (The Ladies Man), a + r, rol: Herbert H. Heebert / Mama Heebert
- 1962 Asta-i singura monedă (It's Only Money), regia Frank Tashlin
- 1963 O lume nebună, nebună, nebună... (It's a Mad Mad Mad Mad World), regie: Stanley Kramer, rol: cameo
- 1963 Profesorul țicnit (The Nutty Professor), a + r
- 1964 Țapul ispășitor (The Patsy), a + r
- 1964 Infirmierul (The Disorderly Orderly), regia Frank Tashlin
- 1965 Bijuterii de familie (The Family Jewels), a + r
- 1965 Boeing, Boeing, regia John Rich
- 1966 Trei pe o canapea (Three on a Couch), a + r
- 1967 Gură mare (The Big Mouth), a + r
- 1968 Nu ridicați podul, coborâți râul (Don't Raise the Bridge, Lower the River), regia Jerry Paris
- 1970 Care e drumul spre front? (Which Way to the Front?), a + r
- 1970 Încă odată (One More Time), a + r
- 1972 Ziua în care clovnul a plâns (The Day the Clown Cried), a + r
- 1980 Jerry, treci la treabă! (Hardly Working), a + r
- 1982 Regele comediei (The King of Comedy), regia Martin Scorsese
- 1983 Jerry, regele gafelor (Cracking Up), a + r
- 1984 Pe unde ai intrat, nu te-am văzut ieșind (Par où t'es rentré ? On t'a pas vu sortir), regia Philippe Clair
- 1989 Cookie, regia Susan Seidelman
- 1993 Căutătorii de vise (Arizona Dream), regia Emir Kusturica
- 1995 Comici triști (Funny Bones), regia Peter Chelsom

### Filme cu Dean Martin și Jerry Lewis
| An   | Film                     | Rol                                | Note                                            |
| ---- | ------------------------ | ---------------------------------- | ----------------------------------------------- |
| 1949 | My Friend Irma           | Seymour                            | Debut actoricesc                                |
| 1950 | My Friend Irma Goes West | Seymour                            |                                                 |
| 1950 | At War with the Army     | PFC Alvin Korwin                   |                                                 |
| 1951 | That's My Boy            | 'Junior' Jackson                   |                                                 |
| 1952 | Sailor Beware            | Melvin Jones                       |                                                 |
| 1952 | Jumping Jacks            | Hap Smith                          |                                                 |
| 1952 | Road to Bali             | 'Woman' in Lala's Dream            | Cameo                                           |
| 1952 | The Stooge               | Theodore Rogers                    | Co-writer (uncredited)                          |
| 1953 | Scared Stiff             | Myron Mertz                        |                                                 |
| 1953 | The Caddy                | Harvey Miller, Jr.                 |                                                 |
| 1953 | Money from Home          | Virgil Yokum                       | Filmed in 3-D                                   |
| 1954 | Living It Up             | Homer Flagg                        |                                                 |
| 1954 | 3 Ring Circus            | Jerome F. Hotchkiss                | Re-released in 1978 as Jerrico The Wonder Clown |
| 1955 | You're Never Too Young   | Wilbur Hoolick                     |                                                 |
| 1955 | Artists and Models       | Eugene Fullstack                   |                                                 |
| 1956 | Pardners                 | Wade Kingsley Sr/Wade Kingsley Jr. |                                                 |
| 1956 | Hollywood or Bust        | Malcolm Smith                      |                                                 |

### Filme cu Jerry Lewis
| Year | Movie                                     | Role | Notes                                                                                    |
| ---- | ----------------------------------------- | --- | ---------------------------------------------------------------------------------------- |
| 1957 | The Delicate Delinquent                   | Sidney L. Pythias |                                                                                          |
| 1957 | The Sad Sack                              | Private Meredith Bixby                                                                                                 |                                                                                          |
| 1958 | Rock-A-Bye Baby                           | Clayton Poole |                                                                                          |
| 1958 | The Geisha Boy                            | Gilbert Wooley |                                                                                          |
| 1959 | Don't Give Up The Ship                    | John Paul Steckler I, IV, and VII                                                                                      |                                                                                          |
| 1959 | Li'l Abner                                | Itchy McRabbit | Cameo                                                                                    |
| 1960 | Visit to a Small Planet                   | Kreton |                                                                                          |
| 1960 | The Bellboy                               | Stanley / Himself | Also directed                                                                            |
| 1960 | Cinderfella                               | Cinderfella |                                                                                          |
| 1961 | The Ladies Man                            | Herbert H. Heebert / Mama Heebert                                                                                      | Also directed                                                                            |
| 1961 | The Errand Boy                            | Morty S. Tashman | Also directed                                                                            |
| 1962 | It's Only Money                           | Lester Marsh |                                                                                          |
| 1963 | The Nutty Professor                       | Professor Julius Kelp / Buddy Love / Baby Kelp                                                                         | Also directed                                                                            |
| 1963 | It's a Mad, Mad, Mad, Mad World           | Man Who Runs Over Hat                                                                                                  | Cameo                                                                                    |
| 1963 | Who's Minding the Store?                  | Norman Phiffier |                                                                                          |
| 1964 | The Patsy                                 | Stanley Belt / Singers of the Trio                                                                                     | Also directed                                                                            |
| 1964 | The Disorderly Orderly                    | Jerome Littlefield |                                                                                          |
| 1965 | The Family Jewels                         | Willard Woodward / James Peyton / Everett Peyton / Julius Peyton / Capt. Eddie Peyton / Skylock Peyton / 'Bugs' Peyton | Also directed                                                                            |
| 1965 | Boeing Boeing                             | Robert Reed |                                                                                          |
| 1966 | Three On A Couch                          | Christopher Pride / Warren / Ringo Raintree / Rutherford / Heather                                                     | Also directed                                                                            |
| 1966 | Way...Way Out                             | Pete Mattermore |                                                                                          |
| 1967 | The Big Mouth                             | Gerald Clamson / Syd Valentine                                                                                         | Și ca regizor                                                                            |
| 1968 | Don't Raise the Bridge, Lower the River   | George Lester |                                                                                          |
| 1969 | Hook, Line & Sinker                       | Peter Ingersoll / Fred Dobbs                                                                                           |                                                                                          |
| 1970 | One More Time                             | Offscreen voice of the bandleader                                                                                      | Și ca regizor                                                                            |
| 1970 | Which Way to the Front?                   | Brendon Byers III | Și ca regizor                                                                            |
| 1972 | The Day the Clown Cried                   | Helmut Doork | Și ca regizor; filmed in 1971/1972; unreleased                                           |
| 1981 | Hardly Working                            | Bo Hooper | Also directed. Released in Europe in 1980                                                |
| 1983 | The King of Comedy                        | Jerry Langford | Filmed in 1981; released in Europe in 1982                                               |
| 1983 | Cracking Up                               | Warren Nefron / Dr. Perks                                                                                              | Și ca regizor; released direct-to-cable/video; theatrical release in 1985 as Smorgasbord |
| 1984 | Slapstick (Of Another Kind)               | Wilbur Swain / Caleb Swain                                                                                             | Released in Europe in 1982                                                               |
| 1984 | Retenez Moi...Ou Je Fais Un Malheur       | Jerry Logan | French Release.                                                                          |
| 1984 | Par où t'es rentré ? On t'a pas vu sortir | Clovis Blaireau | French release                                                                           |
| 1987 | Fight For Life                            | Dr. Bernard Abrams | ABC Television Movie                                                                     |
| 1989 | Cookie                                    | Arnold Ross |                                                                                          |
| 1992 | Mr. Saturday Night                        | Guest | Cameo                                                                                    |
| 1994 | Arizona Dream                             | Leo Sweetie | Filmed in 1991; released in Europe in 1993                                               |
| 1995 | Funny Bones                               | George Fawkes |                                                                                          |
| 2008 | The Nutty Professor                       | Professor Julius Kelp / Buddy Love (voice)                                                                             | Animated direct-to-video sequel to the original 1963 film                                |
| 2010 | Curious George 2: Follow That Monkey!     | Stationmaster | Voice                                                                                    |
| 2011 | Method to the Madness of Jerry Lewis      | Rolul său | Documentar; Și ca producător                                                             |
| 2013 | Max Rose                                  | Max Rose |                                                                                          |
| 2013 | Até que a Sorte nos Separe 2              | Bellboy | Brazilian release; guest appearance                                                      |

### Alte filme
- 1950: Screen Snapshots: Thirtieth Anniversary Special (scurtmetraj)
- 1950: My Friend Irma Goes West Trailer (special scenes filmed for the promotional trailer)
- 1951: Sailor Beware Trailer (special scenes filmed for the promotional trailer)
- 1953: Scared Stiff Trailer (special scenes filmed for the promotional trailer)
- 1954: Living It Up Trailer (special scenes filmed for the promotional trailer)
- 1960: The Bellboy Trailer (special scenes filmed for the promotional trailer)
- 1960: Raymie (Sings the title song only)
- 1964: The Nutty Professor Trailer (special scenes filmed for the promotional trailer)
- 1964: The Disorderly Orderly Trailer (special scenes filmed for the promotional trailer)
- 1966: Man in Motion (Production Trailer for Three On A Couch)
- 1990: Boy (an 8-minute short from the compilation film How Are the Kids?) (Writer & director only)
- 1992: The Making of Mr. Saturday Night (Documentary for Mr. Saturday Night)

### Apariții TV

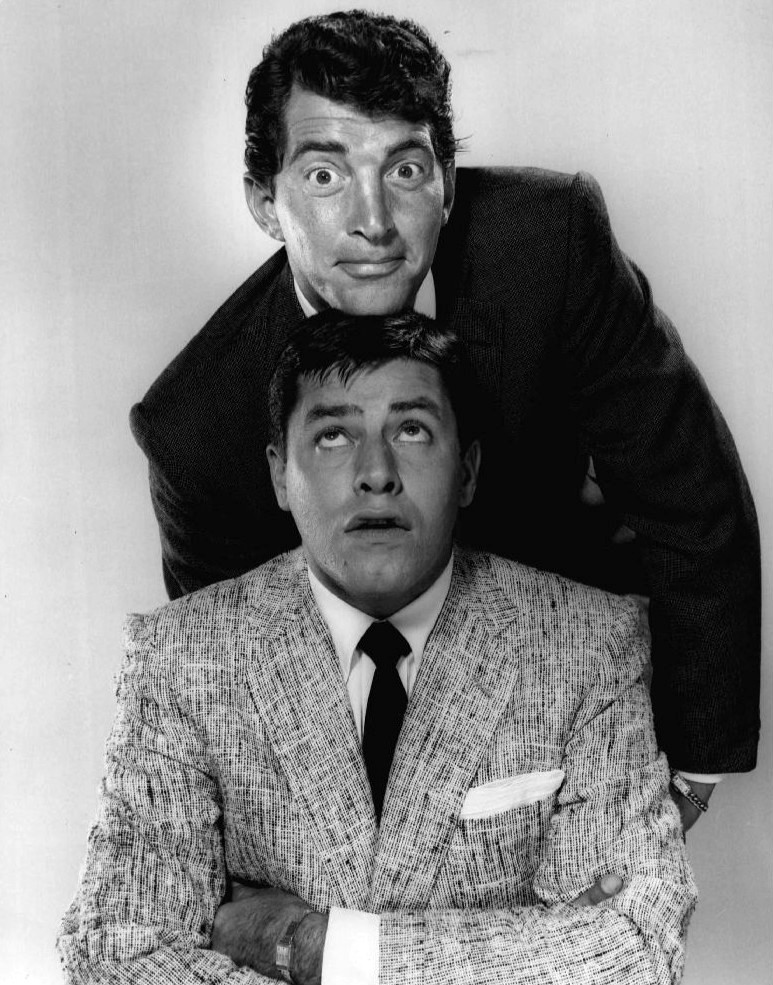
Dean Martin și Jerry Lewis

- 1950–55: The Colgate Comedy Hour Martin and Lewis hosted on 202 episodes
- 1954: What's My Line? (January 24; episode 191 with Dean Martin as the 'mystery guests')
- 1956: What's My Line? (July 22; episode 320 'mystery guest')
- 1956: What's My Line? (November 11; episode 336 guest panelist)
- 1957: The Jerry Lewis Show (Special)
- 1959: Startime (October 13; episode, "The Jazz Singer")
- 1960: Celebrity Golf (1 episode)
- 1960: What's My Line? (July 17; episode 522 'mystery guest')
- 1961: What's My Line? (August 27; episode 578 guest panelist)
- 1962: What's My Line? (June 24; episode 619 'mystery guest')
- 1963: The Jerry Lewis Show (13 episodes aired)
- 1965: Ben Casey (March 8; episode, "A Little Fun to Match the Sorrow" as Dr. Dennis Green)
- 1965: The Andy Williams Show
- 1965: Hullabaloo (with his son Gary Lewis)
- 1966: Batman (episode: "The Bookworm Turns")
- 1966: What's My Line? (June 19; episode 818 'mystery guest')
- 1966: Password
- 1966: Sheriff Who, (NBC pilot)
- 1966–2010: MDA Labor Day Telethon
- 1967–69: Jerry Lewis Show
- 1968: Playboy After Dark
- 1970: The Red Skelton Show (September 14; episode, "The Magic Act" as Magician's Assistant)
- 1970: The Bold Ones (directed episode "In Dreams They Run")
- 1970: The Engelbert Humperdinck Show
- 1973: The Dick Cavett Show
- 1974: Celebrity Sportsman
- 1979: Circus of the Stars (as the ringmaster)
- 1980: Rascal Dazzle (HBO documentary on The Little Rascals; narrator only)
- 1983: Saturday Night Live (Host)
- 1984: The Jerry Lewis Show (5 episodes aired)
- 1988–89: Wiseguy (5 episodes)
- 1993: Mad About You (episode: "The Billionaire")
- 2003: The Simpsons (episode, "Treehouse of Horror XIV" as Professor John Frink Sr.)
- 2006: Law & Order: Special Victims Unit (episode, "Uncle" as Andrew Munch)